# 内部マケドニア革命組織・人民党
内部マケドニア革命組織・人民党（ないぶ-かくめいそしき・じんみんとう、マケドニア語:Внатрешна Македонска Револуционерна Организација - Народна Партија、ラテン文字転写:Vnatrešna Makedonska Revolucionerna Organizacija – Narodna Partija）、略称ВМРО-НП（VMRO-NP）はマケドニア共和国の保守政党。マケドニア共和国の元首相リュブチョ・ゲオルギフエスキらが、所属していた内部マケドニア革命組織・マケドニア国家統一民主党（VMRO-DPMNE）を離脱して結成した。内部マケドニア革命組織・人民党はスコピエで2004年に結成された。ヴェスナ・ヤネフスカ（Vesna Janevska、Весна Јаневска）が初の党首に選ばれた。
内部マケドニア革命組織・人民党は、内部マケドニア革命組織・マケドニア国家統一民主党（VMRO-DPMNE）の指導者ニコラ・グルエフスキの退陣を求めて失敗したグループが、同党を離脱したことにより結成された。内部マケドニア革命組織・人民党の党則では、この両方の党に所属することを認めている。政策面でも内部マケドニア革命組織・人民党は、内部マケドニア革命組織・マケドニア国家統一民主党とは大きく異ならない。